# روسالیا آرتاگا
روسالیا آرتاگا (انگلیسی: Rosalía Arteaga؛ زادهٔ ۵ دسامبر ۱۹۵۶) سیاستمدار، وکیل، و نویسنده اهل اکوادور است. وی از ۹ فوریه ۱۹۹۷ تا ۱۱ فوریه ۱۹۹۷ رئیس‌جمهور موقت این کشور بود.
او اولین زنی است که در تاریخ این کشور به مقام ریاست‌جمهوری می‌رسد.

## زندگی  و تحصیلات
آرتاگا در کوئنکا، اکوادور متولد شد و در دانشگاه کوئنکا تحصیل کرد.

## فعالیت سیاسی

### معاون اول رئیس‌جمهور (۱۳۷۶–۱۳۷۵)
آرتیگا در سال ۱۹۹۶، پس از انتخاب عبدالله بوکرم به عنوان رئیس‌جمهور، معاون رئیس‌جمهور شد. با این حال، اولین اختلافات بین بوکرم و آرتیگا تنها پس از یک ماه از به قدرت رسیدن آشکار شد. این زمانی بود که بوکرم در سپتامبر ۱۹۹۶ برای شرکت در دهمین اجلاس گروه ریو به کوچابامبا (بولیوی) سفر کرد، اما موارد حکومتی را به آرتیگا واگذار نکرد. مشکلات آنها در طول دولت کوتاه مدت بوکرم هرگز حل نشد.